# Списак министара одбране Црне Горе

## Министри војни Црне Горе Петровића Његоша

### Књажевина Црна Гора
| Слика | Почетак мандата | Крај мандата | Име и презиме (Датум рођења и смрти) | Белешка | Странка |
| ----- | --------------- | ------------ | ------------------------------------ | ------- | ------- |
|       | 8.3.1879        | 6.12.1905    | Илија Пламенац (1824–1916)           |         |         |
|       | 6.12.1905       | 11.11.1906   | Јанко Вукотић (1866–1927)            |         |         |
|       | 11.11.1906      | 19.1.1907    | Данило Гатало                        |         |         |
|       | 19.1.1907.      | 4.4.1907     | Андрија Радовић (1872–1947)          |         |         |
|       | 4.4.1907        |              | Митар Мартиновић (1870–1954)         |         |         |

### Краљевина Црна Гора
| Слика | Почетак мандата | Крај мандата | Име и презиме (Датум рођења и смрти) | Белешка                                 | Странка |
| ----- | --------------- | ------------ | ------------------------------------ | --------------------------------------- | ------- |
|       |                 | 1.9.1910     | Митар Мартиновић (1870–1954)         |                                         |         |
|       | 1.9.1910.       | 19.7.1911    | Иво Ђуровић                          |                                         |         |
|       | 19.7.1911       | 10.8.1911    | Марко Ђукановић                      | заступник                               |         |
|       | 10.8.1911       | 6.6.1912     | Јанко Вукотић (1866–1927)            | војни министар                          |         |
|       | 6.6.1912        | 25.4.1913    | Митар Мартиновић (1870–1954)         | Влада Митара Мартиновића министар војни |         |
|       | 25.4.1913       |              | Јанко Вукотић (1866–1927)            | војни министар                          |         |
|       |                 |              | Ристо Поповић в.д.                   |                                         |         |
|       |                 | 20.12.1915   | Машан Божовић (1858–1920)            | министар војни                          |         |
|       | 20.12.1915      | 29.4.1916    | Радомир Вешовић                      |                                         |         |
|       | 29.4.1916       |              | Мило Матановић                       |                                         |         |
|       |                 |              | Никола Хајдуковић                    |                                         |         |
|       |                 |              | Милутин Вучинић                      |                                         |         |

## Министри народне одбранеРепублике Црне Горе1991–1993.
| Слика | Почетак мандата   | Крај мандата   | Име и презиме (Датум рођења и смрти) | Белешка                                                                                  | Странка                                   |
| ----- | ----------------- | -------------- | ------------------------------------ | ---------------------------------------------------------------------------------------- | ----------------------------------------- |
|       | 15. фебруар 1991. | децембар 1992. | Божидар Бабић (1938)                 | Прва влада Мила Ђукановића; ингеренције независне од савезног нивоа (СРЈ) током 1992–93. |                                           |
|       | децембар 1992.    | 5. март 1993.  | Мило Ђукановић (1962)                | Прва влада Мила Ђукановића; ингеренције независне од савезног нивоа (СРЈ) током 1992–93. | Демократска партија социјалиста Црне Горе |

## Министри одбранеРепублике Црне Гореод 2006.
| Слика | Почетак мандата    | Крај мандата       | Име и презиме (Датум рођења и смрти) | Белешка | Странка                                   |
| ----- | ------------------ | ------------------ | ------------------------------------ | --- | ----------------------------------------- |
|       | 5. јун 2006.       | 10. новембар 2006. | Мило Ђукановић (1962)                | Положај успостављен отцепљен од СЦГ такође Предсједник Владе ЦГ                                                   | Демократска партија социјалиста Црне Горе |
|       | 10. новембар 2006. | 1. март 2012.      | Боро Вучинић (1954)                  | Влада Жељка Штурановића, Влада Мила Ђукановића од 2008. године, Шеста влада Мила Ђукановића и Влада Игора Лукшића | Демократска партија социјалиста Црне Горе |
|       | 2012.              | 28. новембар 2016. | Милица Пејановић Ђуришић (1959)      | Седма влада Мила Ђукановића                                                                                       | Демократска партија социјалиста Црне Горе |
|       | 28. новембар 2016. | 4. децембар 2020.  | Предраг Бошковић (1972)              | Влада Душка Марковића                                                                                             | Демократска партија социјалиста Црне Горе |
|       | 4. децембар 2020.  |                    | Оливера Ињац (1976)                  | Влада Здравка Кривокапића                                                                                         | Нестраначка личност                       |